# Juillet 1857

## Événements
- Algérie : campagne du Djurdjura et reddition de la femme du marabout Lalla Fatma N'Soumer.
- Inde : les Britanniques sont vaincus par le chef rajput Kunwar Singh à Arrah.

- 1er juillet : Kolokol (la Cloche), périodique publié à Londres par Herzen et Ogarev, porte-parole de l’opposition russe.

- 11 juillet : avec la soumission de la Grande Kabylie, la France met fin à la résistance algérienne.
- 16 juillet : mort du célèbre chansonnier Pierre Jean Béranger. Pour éviter toute manifestation populaire, Napoléon III décide que l'enterrement doit avoir lieu le lendemain matin, sous bonne garde de la troupe. Des dizaines de milliers de parisiens se pressent pourtant le long du trajet qui mène sa d&épouille au cimetière du Père Lachaise.

- 18 juillet : le siège de Médine est levé à la suite de l’intervention de Louis Faidherbe qui contraint le chef tidjaniste El Hadj Omar à battre en retraite. La France entreprend l'occupation du Mali.

- 20 juillet, France : ouverture de la voie ferrée de Coutras à Périgueux.

- 21 juillet : décret de Plombières-les-Bains. Louis Faidherbe crée un bataillon de tirailleurs sénégalais, en majorité des esclaves rachetés à leurs maîtres contre un engagement de 12 à 14 ans. Ils seront 1 200 en 1882, 2 400 en 1891, 6 000 en 1895, 8 500 en 1900, 12 000 en 1911, 17 350 en 1914.

## Naissances
- 5 juillet : Clara Zetkin, féministe communiste
- 18 juillet : Ferdinand de Béhagle († 1899), marchand et explorateur français.
- 31 juillet : Adolphe Willette, peintre.

## Mariages
- 27 juillet : Charlotte, Princesse de Belgique (1891) et Maximilien, Archiduc d'Autriche, futurs Empereur Maximilien Ier et Impératrice "Carlota" du Mexique (avril 1864 – juin 1867), grand-maîtresse de l'Ordre de Saint Charles

## Décès
- 15 juillet : Jean-Baptiste Antoine Lassus, architecte.
- 16 juillet : Pierre Jean de Béranger, poète et chansonnier.